# Lotta Crabtree
Lotta Crabtree Charlotte Mignon Crabtree, född 7 november 1847 i New York City, död 25 september 1924 i Boston, Massachusetts. Amerikansk skådespelare inom Vaudeville. Hon började sin skådespelarbana tidigt, och var redan vid tolv års ålder känd som "Miss Lotta, the San Francisco Favorite", hon drog sig tillbaka från scenen 1892.  